# Löhningen (Ühlingen-Birkendorf)
Löhningen ist ein Dorf der baden-württembergischen Gemeinde Ühlingen-Birkendorf im Landkreis Waldshut. Löhningen zählte mit Endermettingen als Ortsteile von Untermettingen zur Gemeinde Obermettingen. 1972 ging  Obermettingen in den Zusammenschluss mit Ühlingen und damit zählten 1975 alle Ortschaften zur Gesamtgemeinde Ühlingen-Birkendorf. Zu Löhningen gehören die Siedlung Raßbach und die Talhöfe.

## Lage
Löhningen liegt zwischen Endermettingen/Untermettingen und Krenkingen bzw. Detzeln oberhalb des Steinatals.
Das Dorf liegt auf der Grenze des Buntsandstein zum Muschelkalk. Unterhalb liegt im Riedwiesengraben ein 1921 durch Nikolaus Mieder aus Schaffhausen begründeter Steinbruch für Pflastersteine im Granitporphyr mit rhyolithischer Grundmasse.

## Aktivitäten 2021
„Schwerpunkt war die Fertigstellung der Ortsdurchfahrt Löhningen. Mit der Sanierung verbunden waren auch Kanalarbeiten, Wasserversorgung und die Hauszufahrtsflächen. Der neu gestaltete Dorfplatz wird in Zukunft von den Löhningern gepflegt und im Frühjahr [2022] soll ein Einweihungsfest stattfinden.“

## Geschichte
Löhningen ist ein „sehr altes Dorf, das schon 779 erwähnt wird.“ Der Ort hatte „einst einen eigenen Adel, von welchen Bernhart im Jahre 1202 und Konrad 1275“ beurkundet sind. 1282 wird das Dorf als Loeningen erwähnt. 
Das Kloster Berau und das Haus Österreich hatten hier Besitz: So wurde zu Beginn des 14. Jahrhunderts ein Hof gemäß dem Habsburger Urbar in Habsburgischem Besitz registriert, drei andere Höfe und eine Schuppose unterstanden dem Kloster Berau. Die Pfarrherrschaft hatte ab 1694 Untermettingen. Raßbach hat eine Kapelle, die dem hl. Gallus geweiht ist.
Als Verwalter der Herrschaft war bis 1806 ein Stabhalter der Landgrafschaft Stühlingen im Dorf ansässig. Die Herrschaft unterhielt hier eine Zollstelle.
Das Gemeindesiegel hatte im Wappen den fürstenbergischen Wolkenrand; im gelben Schild den Wellenpfahl, der die Steina andeutet. Zwischen Raßbach und Detzeln ist auf einem Grenzstein das St. Blasianerwappen von 1797.